# Xã Merton, Quận Clark, Nam Dakota
Xã Merton (tiếng Anh: Merton Township) là một xã thuộc quận Clark, tiểu bang Nam Dakota, Hoa Kỳ. Năm 2010, dân số của xã này là 51 người.